# 陸彥師
陆彦师（?—?），字云房，南北朝、隋朝官员，魏郡临漳人。
陆彦师的祖父陆希道，北魏定州刺史。父亲陆子彰，官至中书监。陆彦师从小有品行，为宗族所称道。长大后好学，擅长写文章。北魏襄城王元旭召他为参军事。因为父亲离世去职，哀痛不能胜丧。与兄陆卬在墓旁结庐，负土成坟。公卿推重他，多到墓侧向其问候，初一十五，车马不绝。齐文宣帝听说後赞叹，表彰他的家门，称他住的地方孝终里。中书令河间邢邵上表推荐，还没有上报，彭城王高浟为司州牧，召他补任主簿。后来历任中外府东阁祭酒。陆卬应当袭封父亲始平侯，以陆彦师兄弟中最年幼，上表请求让封爵给弟弟。陆彦师解决推辞而停止。时称友悌孝义，聚集在他一家。转任中书舍人，再转通直散骑侍郎。每次南陈使者来到，必举行招待会，陆彦师所接恰前后六次。历任中书黄门侍郎，因为不讨好宦官，被进谗言，出任为中山太守，有很好的政绩。数年后，征召为吏部郎中。周武帝平北齐，授任他为载师下大夫。周宣帝时，转任少纳言，赐爵临水县男，奉命出使幽、蓟。杨坚为丞相，陆彦师得病，请假回到鄴城。尉迟迥将作乱，陆彦师暗中得知，托付好妻儿，偷偷回到长安。杨坚嘉赏他，授内史下大夫，拜上仪同。杨坚建立隋朝，拜为尚书左丞，进爵为子。陆彦师平素多病，不久，因为事务繁多病情发作，请求解职，诏命他以本官就第。一年左右，转任吏部侍郎。隋承周制，官不分士庶，陆彦师在职，任用的人，都甄别士庶，时论称赞。后来再以病出任为汾州刺史，在官任上去世。

## 延伸阅读
[在维基数据编辑]
 《隋書·卷72》，出自魏徵《隋书》